# 미영 연합군
미영 연합군(美英聯合軍)은 제1차 세계 대전부터 베트남 전쟁, 이라크 전쟁에 이르기까지 20세기 전반에 걸친 국제전에 동일한 목적아래 참전한 미국군과 영국군을 일컫는 말이다. 1917년 제1차 세계 대전에서 미군의 참전으로 영프 연합군과의 연합작전이 시작되었지만, 두 국가의 본격적인 연합 작전은 제2차 세계 대전에서 시행되었다. 노르망디 상륙 작전 당시 연합군 총사령관 아이젠하워에 의해 대대적인 상륙이 벌어졌으며 유럽진공작전이 시작되었다. 미영 연합군은 프랑스를 해방시키고 라인강 유역의 지크프리트 라인을 돌파하는 마켓가든 작전을 시행하고 아르덴 라인의 발지대전투에서 승리하는 등 전과를 올렸다. 미영 연합군을 소련이 연합국의 일원이었으므로 서부연합군이라 부르기도 하며 서독지역을 해방하였다. 현재의 미영 연합군은 미국과 영국의 군사동맹적 상황에 따라 공동의 군사작전을 벌여 세계의 경찰로서 활동하고 있다.